# Elphin
Elphin (irisch Ail Finn oder irisch Ail Fionn) ist ein irischer Ort im Norden des County Roscommon. Bei der Volkszählung 2022 lebten hier 715 Einwohner.

## Name und Geschichte
Als früheres Zentrum der Diözese von Elphin blickt der Ort auf eine lange Geschichte zurück. Der Heilige Patrick soll hier um 434/435 im Gebiet von Corcoghlan auf Einladung des Druiden Ono eine Kirche und ein Kloster begründet haben. Als er die erste Kirche weihte, wurde Asicus oder Assicus als erster Bischof von Elphin ordiniert. Er soll ein des Schmiedens mächtiger Mönch im Gefolge Patricks gewesen sein. Er war Abtbischof. Die Diözese von Elphin wurde durch die Synode von Rathbreasail 1111 errichtet. 
Auch nach der Reformation blieb Elphin Bischofssitz. Sowohl die römisch-katholische Kirche als auch die anglikanische Church of Ireland hatten hier ihre Kathedrale. 1641 wurde die Kathedrale während der Rebellion zerstört, danach als anglikanische Kathedrale St. Mary’s wieder aufgebaut. 
1747 ließ der anglikanische Bischof Edward Synge (1691–1762) die Bischofsresidenz im palladianischen Stil errichten. Im Jahr 1855 wurde das nunmehr Elphin House genannte Anwesen von Arthur O’Conor bewohnt und 1911 bei einem Feuer weitgehend zerstört. 
Die anglikanische Diözese wurde 1841 zur Diözese Kilmore, Elphin and Ardagh. 
1874 verlegte der römisch-katholische Bischof Laurence Gillooly den Sitz des katholischen Bistums nach Sligo.
Die anglikanische St. Mary’s Kathedrale wurde 1957 durch einen Sturm zerstört.

## Lage
Elphin liegt etwa 28 Kilometer nördlich von Roscommon und etwa 18 Kilometer südsüdwestlich von Carrick-on-Shannon. Der Neubau der N5 zwischen Scramoge und Ballaghaderreen bindet Elphin an das überregionale Straßennetz an. 

## Sehenswürdigkeiten
- Windmühle, erbaut zwischen 1720 und 1740. Aufwendig saniert, durch den Sturm Éowyn im Januar 2025 teilzerstört
- St. Patrick’s Church

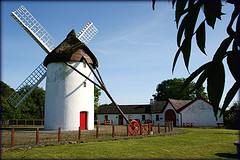
Windmühle von Elphin
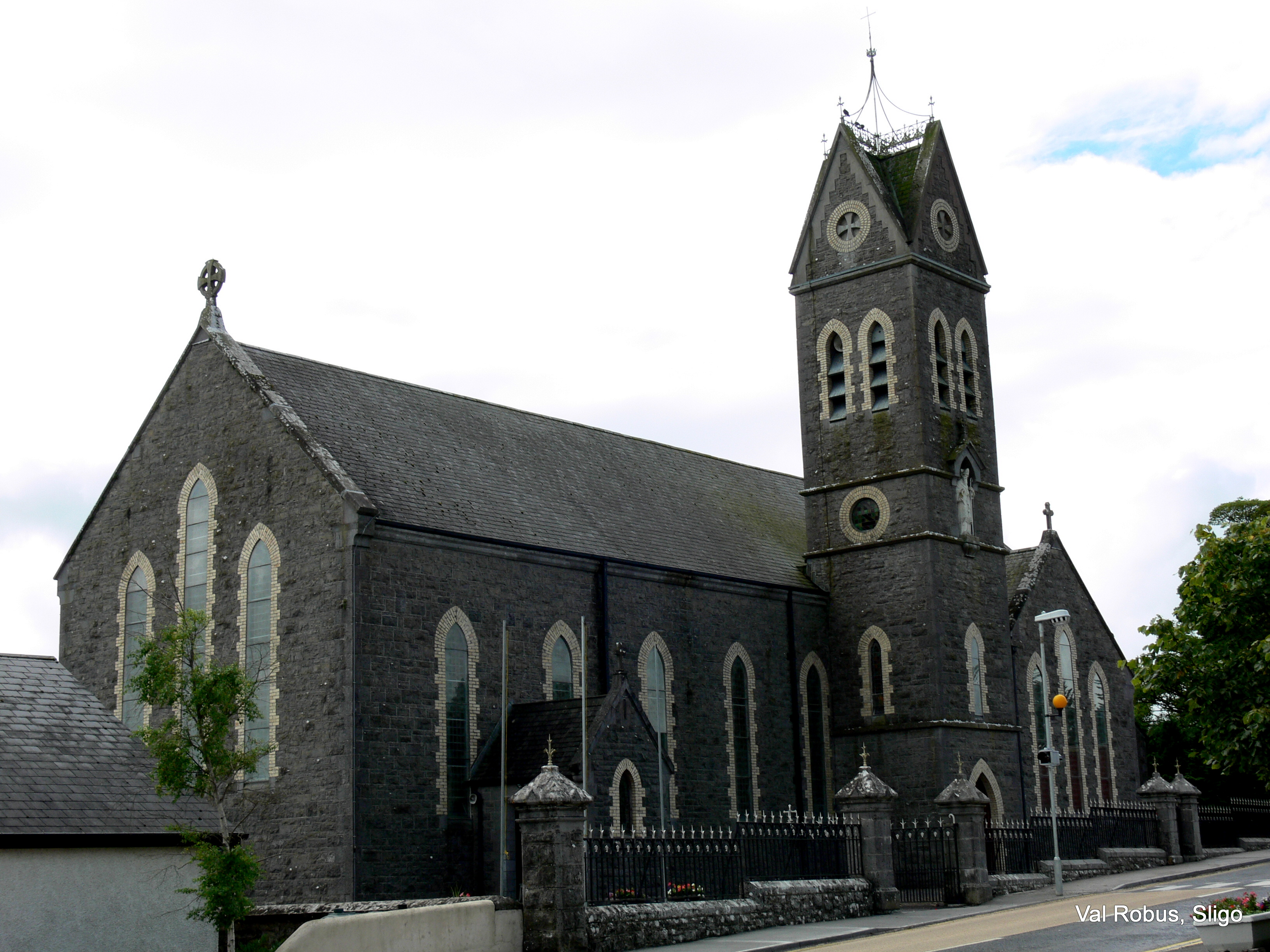
St. Patrick’s Church
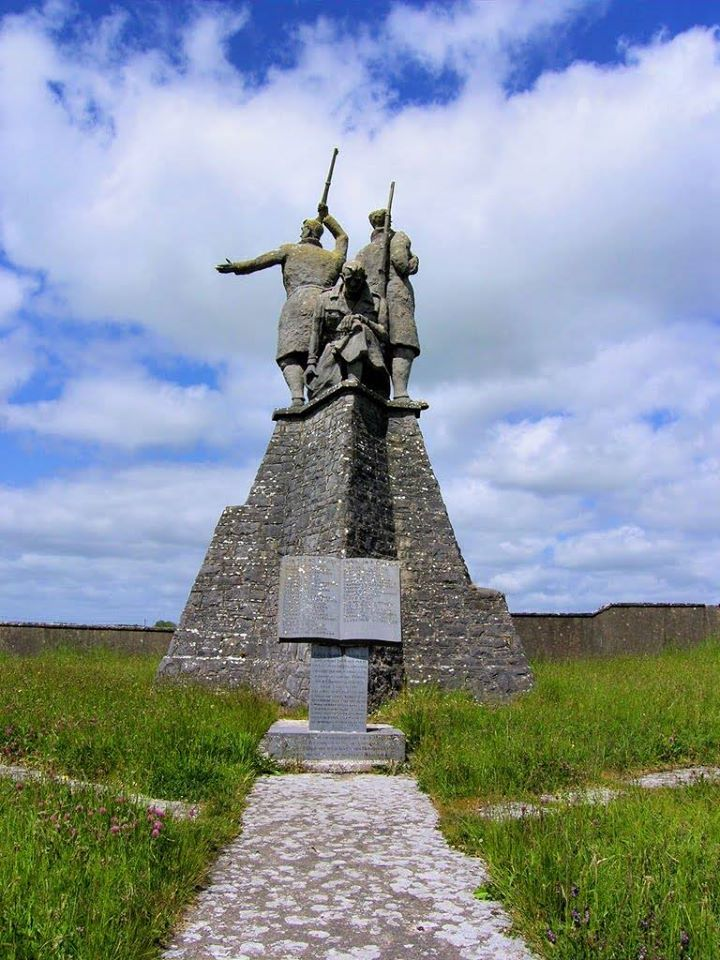
IRA-Mahnmal bei Shankill Cross

## Persönlichkeiten
- Arthur Murphy (Pseudonym: Charles Ranger, 1727–1805), Schauspieler, Schriftsteller und Rechtsanwalt
- Oliver Goldsmith (1728–1774), Schriftsteller und Arzt
- James O’Moran (1735–1794), irisch-französischer Divisionsgeneral, 1794 guillotiniert
- Percy French (1854–1920), Unterhalter, Schriftsteller und Maler